# Сікора світлогорла
Сіко́ра світлогорла (Leptasthenura striata) — вид горобцеподібних птахів родини горнерових (Furnariidae). Мешкає в Перу і Чилі.

## Підвиди
Виділяють три підвиди:
- L. s. superciliaris Hellmayr, 1932 — Анди на заході Перу (Анкаш, Ліма);
- L. s. albigularis Morrison, 1938 — Анди на південному заході Перу (Уанкавеліка);
- L. s. striata (Philippi & Landbeck, 1863) — Анди на крайньому південному заході Перу (від Арекіпи до Такни) та на півночі Чилі (Тарапака).

## Поширення і екологія
Світлогорлі сікори мешкають в Андах на території Перу і Чилі. Вони живуть у високогірних чагарникових заростях та у вологих гірських тропічних лісах Polylepis. Зустрічаються на висоті від 2000 до 4000 м над рівнем моря. Живляться комахами. яких шукають серед рослинності.